# Heinrich Hitler
Heinrich „Heinz“ Hitler (14. března 1920 – 21. února 1942, Moskva) byl syn Aloise Hitlera mladšího a jeho druhé ženy Hedwigy Heidemannové. Byl tak synovcem německého kancléře Adolfa Hitlera. Po začátku druhé světové války vstoupil do Wehrmachtu a narukoval na východní frontu, kde padl do rukou Sovětů a v zajetí v roce 1942 zemřel.
Oproti svému nevlastnímu bratrovi, odpůrci tehdejšího režimu Williamu Patrickovi Hitlerovi, byl Heinz zapálený nacista. Navštěvoval elitní nacistickou vojenskou akademii – Národní politický vzdělávací institut (Napola) v Ballenstedtu (Alsasko-Lotrinsko). S ambicemi stát se důstojníkem Heinz vstoupil v roce 1941 do Wehrmachtu coby radiospojař 23. postupimského dělostřeleckého regimentu, který se podílel na invazi do Sovětského svazu, tedy Operaci Barbarossa. Desátého ledna 1942 byl Hitler zajat sovětskými jednotkami a poslán do moskevského zajateckého tábora Butyrka, kde zemřel ve věku 21 let po několika měsících, během kterých byl mučen a vyslýchán.